# Монтања (Виченца)
Монтања је насеље у Италији у округу Виченца, региону Венето.
Према процени из 2011. у насељу је живело 51 становника. Насеље се налази на надморској висини од 371 м.